# بني محمد (بلنسية)

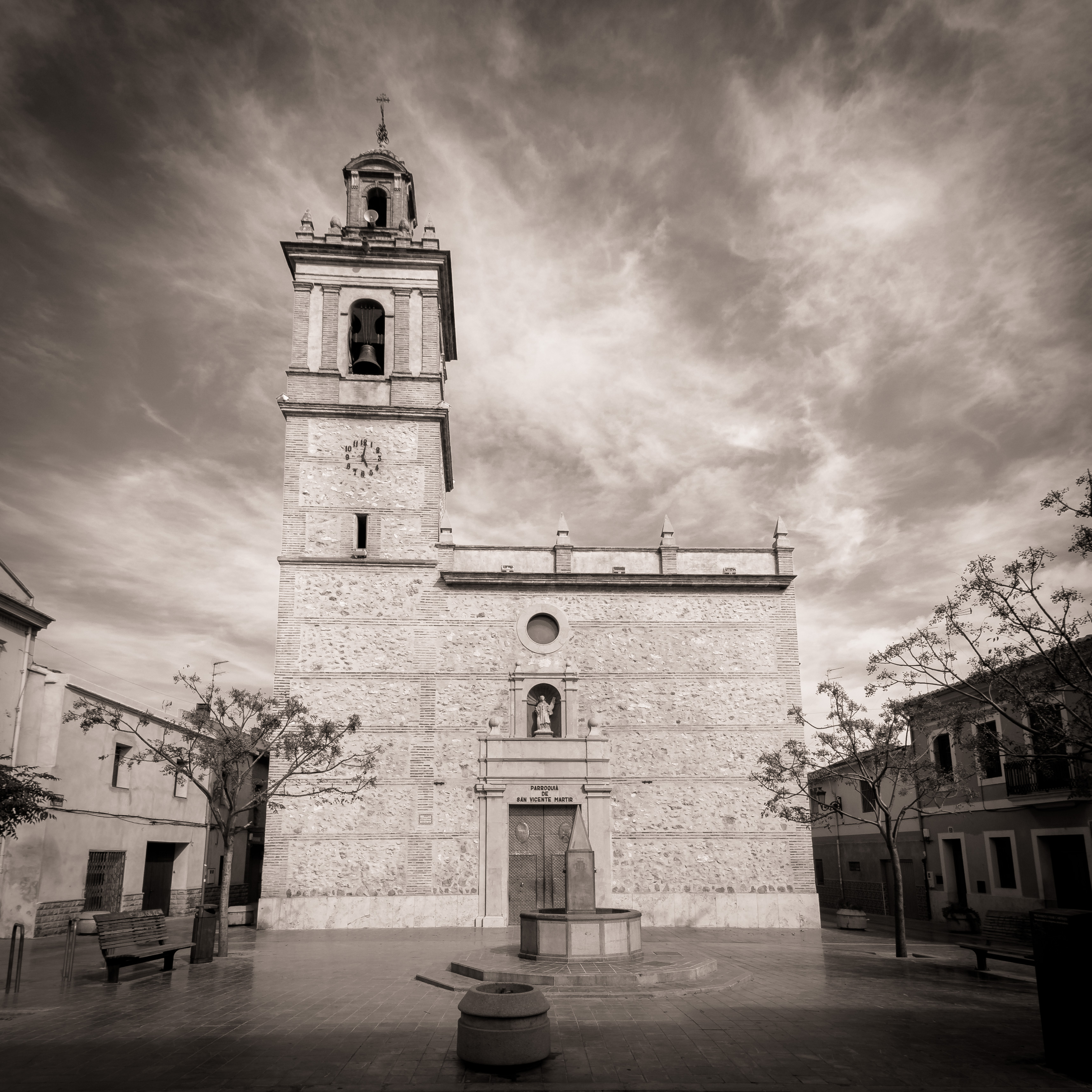
كنيسة القديس الشهيد فنسنت

بني مُحَمد (بالإسبانية: Benimámet)‏ هي بلدية قديمة مدمجة الآن كجزء حضري من بلنسية في إسبانيا. اشتق الاسم «بني محمد» من اللغة العربية أثناء حكم المسلمين في الأندلس.